# Gran Premio di superbike di Lausitz 2005
Il Gran Premio di superbike di Lausitz 2005 è stato la decima prova su dodici del campionato mondiale Superbike 2005, disputato l'11 settembre sul circuito di Lausitz, in gara 1 ha visto la vittoria di Chris Vermeulen davanti a Noriyuki Haga e Troy Corser, la gara 2 è stata vinta da Lorenzo Lanzi che ha preceduto Chris Vermeulen e Noriyuki Haga.
La vittoria nella gara valevole per il campionato mondiale Supersport 2005 è stata ottenuta da Kevin Curtain, mentre la gara della Superstock 1000 FIM Cup viene vinta da Didier Van Keymeulen e quella del campionato Europeo della classe Superstock 600 da Maxime Berger.

## Risultati

### Gara 1

#### Arrivati al traguardo[6]
| Pos. | Nº  | Pilota            | Squadra                     | Motocicletta       | Giri | Tempo     | Griglia | Punti |
| ---- | --- | ----------------- | --------------------------- | ------------------ | ---- | --------- | ------- | ----- |
| 1º   | 77  | Chris Vermeulen   | Winston Ten Kate Honda      | Honda CBR 1000RR   | 20   | 33:36.341 | 3º      | 25    |
| 2º   | 41  | Noriyuki Haga     | Yamaha Motor Italia WSB     | Yamaha YZF R1      | 20   | +0:00.269 | 7º      | 20    |
| 3º   | 11  | Troy Corser       | Alstare Suzuki Corona Extra | Suzuki GSXR1000 K5 | 20   | +0:02.299 | 2º      | 16    |
| 4º   | 1   | James Toseland    | Ducati Xerox                | Ducati 999F05      | 20   | +0:07.058 | 4º      | 13    |
| 5º   | 71  | Yukio Kagayama    | Alstare Suzuki Corona Extra | Suzuki GSXR1000 K5 | 20   | +0:12.708 | 9º      | 11    |
| 6º   | 88  | Andrew Pitt       | Yamaha Motor Italia WSB     | Yamaha YZF R1      | 20   | +0:14.053 | 5º      | 10    |
| 7º   | 76  | Max Neukirchner   | Klaffi Honda                | Honda CBR 1000RR   | 20   | +0:16.616 | 8º      | 9     |
| 8º   | 57  | Lorenzo Lanzi     | Ducati Xerox                | Ducati 999F05      | 20   | +0:19.023 | 1º      | 8     |
| 9º   | 3   | Norifumi Abe      | Yamaha Motor France-Ipone   | Yamaha YZF R1      | 20   | +0:24.651 | 15º     | 7     |
| 10º  | 155 | Ben Bostrom       | Renegade Koji               | Honda CBR 1000RR   | 20   | +0:34.354 | 13º     | 6     |
| 11º  | 24  | Garry McCoy       | Foggy Petronas Racing       | Petronas FP1       | 20   | +0:44.385 | 17º     | 5     |
| 12º  | 200 | Giovanni Bussei   | Kawasaki Bertocchi          | Kawasaki ZX10      | 20   | +0:45.020 | 18º     | 4     |
| 13º  | 30  | José Luis Cardoso | D.F.X. Treme                | Yamaha YZF R1      | 20   | +0:51.811 | 20º     | 3     |
| 14º  | 75  | Norino Brignola   | Ducati SC Caracchi          | Ducati 999RS       | 20   | +0:51.943 | 22º     | 2     |
| 15º  | 68  | Stefano Cruciani  | PSG-1 Kawasaki Corse        | Kawasaki ZX10      | 20   | +1:04.111 | 24º     | 1     |
| 16º  | 17  | Miguel Praia      | DFXtreme Sterilgarda        | Yamaha YZF R1      | 20   | +1:18.520 | 26º     |       |
| 17º  | 21  | Michel Nickmans   | Zone Rouge                  | Yamaha YZF R1      | 20   | +1:37.408 | 28º     |       |
| 18º  | 99  | Steve Martin      | Foggy Petronas Racing       | Petronas FP1       | 18   | +2 giri   | 10º     |       |

#### Non classificato
| Nº | Pilota         | Squadra              | Motocicletta | Giri | Tempo   | Griglia |
| -- | -------------- | -------------------- | ------------ | ---- | ------- | ------- |
| 20 | Marco Borciani | DFXtreme Sterilgarda | Ducati 999RS | 12   | +8 giri | 16º     |

#### Ritirati
| Nº | Pilota              | Squadra                     | Motocicletta     | Giri | Griglia |
| -- | ------------------- | --------------------------- | ---------------- | ---- | ------- |
| 15 | Michael Schulten    | Alpha Technik Van Zon Honda | Honda CBR 1000RR | 19   | 14º     |
| 45 | Gianluca Vizziello  | Italia Lorenzini by Leoni   | Yamaha YZF R1    | 15   | 23º     |
| 32 | Sébastien Gimbert   | Yamaha Motor France-Ipone   | Yamaha YZF R1    | 13   | 19º     |
| 7  | Pierfrancesco Chili | Klaffi Honda                | Honda CBR 1000RR | 7    | 11º     |
| 25 | Alessio Velini      | Team Pedercini              | Ducati 999RS     | 5    | 27º     |
| 8  | Ivan Clementi       | Team Pedercini              | Ducati 999RS     | 4    | 12º     |
| 19 | Lucio Pedercini     | Team Pedercini              | Ducati 999RS     | 3    | 25º     |
| 31 | Karl Muggeridge     | Winston Ten Kate Honda      | Honda CBR 1000RR | 2    | 6º      |
| 23 | Jiří Mrkývka        | SBK Team JM                 | Ducati 999RS     | 0    | 29º     |
| 14 | Ralf Waldmann       | Alpha Technik Van Zon Honda | Honda CBR 1000RR | 0    | 21º     |

### Gara 2

#### Arrivati al traguardo[7]
| Pos. | Nº  | Pilota              | Squadra                     | Motocicletta       | Giri | Tempo     | Griglia | Punti |
| ---- | --- | ------------------- | --------------------------- | ------------------ | ---- | --------- | ------- | ----- |
| 1º   | 57  | Lorenzo Lanzi       | Ducati Xerox                | Ducati 999F05      | 24   | 40:20.947 | 1º      | 25    |
| 2º   | 77  | Chris Vermeulen     | Winston Ten Kate Honda      | Honda CBR 1000RR   | 24   | +0:00.840 | 3º      | 20    |
| 3º   | 41  | Noriyuki Haga       | Yamaha Motor Italia WSB     | Yamaha YZF R1      | 24   | +0:04.598 | 7º      | 16    |
| 4º   | 71  | Yukio Kagayama      | Alstare Suzuki Corona Extra | Suzuki GSXR1000 K5 | 24   | +0:05.291 | 9º      | 13    |
| 5º   | 31  | Karl Muggeridge     | Winston Ten Kate Honda      | Honda CBR 1000RR   | 24   | +0:16.236 | 6º      | 11    |
| 6º   | 88  | Andrew Pitt         | Yamaha Motor Italia WSB     | Yamaha YZF R1      | 24   | +0:18.362 | 5º      | 10    |
| 7º   | 76  | Max Neukirchner     | Klaffi Honda                | Honda CBR 1000RR   | 24   | +0:26.360 | 8º      | 9     |
| 8º   | 3   | Norifumi Abe        | Yamaha Motor France-Ipone   | Yamaha YZF R1      | 24   | +0:26.453 | 15º     | 8     |
| 9º   | 99  | Steve Martin        | Foggy Petronas Racing       | Petronas FP1       | 24   | +0:27.076 | 10º     | 7     |
| 10º  | 7   | Pierfrancesco Chili | Klaffi Honda                | Honda CBR 1000RR   | 24   | +0:37.303 | 11º     | 6     |
| 11º  | 1   | James Toseland      | Ducati Xerox                | Ducati 999F05      | 24   | +0:40.997 | 4º      | 5     |
| 12º  | 200 | Giovanni Bussei     | Kawasaki Bertocchi          | Kawasaki ZX10      | 24   | +0:44.309 | 18º     | 4     |
| 13º  | 11  | Troy Corser         | Alstare Suzuki Corona Extra | Suzuki GSXR1000 K5 | 24   | +0:44.485 | 2º      | 3     |
| 14º  | 32  | Sébastien Gimbert   | Yamaha Motor France-Ipone   | Yamaha YZF R1      | 24   | +0:48.459 | 19º     | 2     |
| 15º  | 155 | Ben Bostrom         | Renegade Koji               | Honda CBR 1000RR   | 24   | +0:53.264 | 13º     | 1     |
| 16º  | 75  | Norino Brignola     | Ducati SC Caracchi          | Ducati 999RS       | 24   | +1:04.546 | 22º     |       |
| 17º  | 25  | Alessio Velini      | Team Pedercini              | Ducati 999RS       | 24   | +1:24.524 | 27º     |       |
| 18º  | 17  | Miguel Praia        | DFXtreme Sterilgarda        | Yamaha YZF R1      | 24   | +1:24.896 | 26º     |       |

#### Ritirati
| Nº | Pilota             | Squadra                     | Motocicletta     | Giri | Griglia |
| -- | ------------------ | --------------------------- | ---------------- | ---- | ------- |
| 24 | Garry McCoy        | Foggy Petronas Racing       | Petronas FP1     | 23   | 17º     |
| 21 | Michel Nickmans    | Zone Rouge                  | Yamaha YZF R1    | 21   | 28º     |
| 20 | Marco Borciani     | DFXtreme Sterilgarda        | Ducati 999RS     | 16   | 16º     |
| 30 | José Luis Cardoso  | D.F.X. Treme                | Yamaha YZF R1    | 10   | 20º     |
| 8  | Ivan Clementi      | Team Pedercini              | Ducati 999RS     | 10   | 12º     |
| 23 | Jiří Mrkývka       | SBK Team JM                 | Ducati 999RS     | 6    | 29º     |
| 19 | Lucio Pedercini    | Team Pedercini              | Ducati 999RS     | 6    | 25º     |
| 68 | Stefano Cruciani   | PSG-1 Kawasaki Corse        | Kawasaki ZX10    | 5    | 24º     |
| 45 | Gianluca Vizziello | Italia Lorenzini by Leoni   | Yamaha YZF R1    | 3    | 23º     |
| 15 | Michael Schulten   | Alpha Technik Van Zon Honda | Honda CBR 1000RR | 2    | 14º     |

### Supersport

#### Arrivati al traguardo
| Pos. | Nº  | Pilota              | Squadra                     | Motocicletta    | Giri | Tempo     | Griglia | Punti |
| ---- | --- | ------------------- | --------------------------- | --------------- | ---- | --------- | ------- | ----- |
| 1º   | 11  | Kevin Curtain       | Yamaha Motor Germany        | Yamaha YZF R6   | 23   | 39'39.394 | 2º      | 25    |
| 2º   | 23  | Broc Parkes         | Yamaha Motor Germany        | Yamaha YZF R6   | 23   | +2.578    | 4º      | 20    |
| 3º   | 99  | Fabien Foret        | Megabike                    | Honda CBR 600RR | 23   | +12.033   | 3º      | 16    |
| 4º   | 21  | Katsuaki Fujiwara   | Winston Ten Kate Honda      | Honda CBR 600RR | 23   | +18.284   | 7º      | 13    |
| 5º   | 84  | Michel Fabrizio     | Italia Megabike             | Honda CBR 600RR | 23   | +25.996   | 5º      | 11    |
| 6º   | 8   | Stéphane Chambon    | Gil Motor Sport             | Honda CBR 600RR | 23   | +26.016   | 6º      | 10    |
| 7º   | 13  | Alessio Corradi     | Ducati Selmat               | Ducati 749 R    | 23   | +29.150   | 10º     | 9     |
| 8º   | 116 | Johan Stigefelt     | Stiggy Motorsports          | Honda CBR 600RR | 23   | +32.326   | 11º     | 8     |
| 9º   | 25  | Tatu Lauslehto      | Klaffi Honda                | Honda CBR 600RR | 23   | +34.636   | 14º     | 7     |
| 10º  | 71  | Werner Daemen       | Van Zon Honda               | Honda CBR 600RR | 23   | +35.957   | 17º     | 6     |
| 11º  | 94  | Arne Tode           | Van Zon Honda               | Honda CBR 600RR | 23   | +36.379   | 12º     | 5     |
| 12º  | 49  | Kai Børre Andersen  | Kawasaki DocShop Racing     | Kawasaki ZX 6RR | 23   | +39.176   | 13º     | 4     |
| 13º  | 127 | Robbin Harms        | Stiggy Motorsports          | Honda CBR 600RR | 23   | +46.478   | 8º      | 3     |
| 14º  | 12  | Javier Forés        | Alstare Suzuki Corona Extra | Suzuki GSX 600R | 23   | +53.369   | 16º     | 2     |
| 15º  | 19  | Jarno Janssen       | Suzuki Nederland            | Suzuki GSX 600R | 23   | +1'10.252 | 18º     | 1     |
| 16º  | 55  | Niccolò Canepa      | Lightspeed Kawasaki         | Kawasaki ZX 6RR | 23   | +1'16.094 | 20º     |       |
| 17º  | 28  | Sami Penna          | Ajo Promotion               | Honda CBR 600RR | 23   | +1'19.497 | 23º     |       |
| 18º  | 95  | Jesco Günther       | Alpha Technik Van Zon Honda | Honda CBR 600RR | 23   | +1'19.648 | 22º     |       |
| 19º  | 88  | Julien Enjolras     | Tati Team Beaujolais Racing | Yamaha YZF R6   | 23   | +1'19.698 | 24º     |       |
| 20º  | 98  | Tage Solberg        | Solberg Racing              | Yamaha YZF R6   | 23   | +1'20.749 | 26º     |       |
| 21º  | 47  | Jarno van der Marel | Suzuki Nederland            | Suzuki GSX 600R | 23   | +2'03.334 | 27º     |       |
| 22º  | 76  | Steve Mizera        | Klaffi Honda                | Honda CBR 600RR | 23   | +2'23.521 | 28º     |       |

#### Ritirati
| Nº  | Pilota                | Squadra                  | Motocicletta    | Giri | Griglia |
| --- | --------------------- | ------------------------ | --------------- | ---- | ------- |
| 42  | Matthieu Lagrive      | Moto 1 - Suzuki          | Suzuki GSX 600R | 8    | 9º      |
| 59  | Paweł Szkopek         | Intermoto Czech Republic | Honda CBR 600RR | 4    | 19º     |
| 16  | Sébastien Charpentier | Winston Ten Kate Honda   | Honda CBR 600RR | 3    | 1º      |
| 56  | Christian Zaiser      | Intermoto Czech Republic | Honda CBR 600RR | 3    | 15º     |
| 100 | Topi Haarala          | Ajo Motorsport           | Honda CBR 600RR | 2    | 25º     |

### Superstock 1000

#### Arrivati al traguardo
| Pos. | Nº | Pilota               | Squadra                     | Motocicletta       | Giri | Tempo     | Griglia | Punti |
| ---- | -- | -------------------- | --------------------------- | ------------------ | ---- | --------- | ------- | ----- |
| 1º   | 69 | Didier Van Keymeulen | Yamaha Motor Germany        | Yamaha YZF R1      | 14   | 24'11.899 | 2º      | 25    |
| 2º   | 9  | Luca Scassa          | Ormeni Racing               | Yamaha YZF R1      | 14   | +9.153    | 3º      | 20    |
| 3º   | 5  | Riccardo Chiarello   | Alstare Suzuki Corona Extra | Suzuki GSXR1000 K5 | 14   | +16.200   | 7º      | 16    |
| 4º   | 53 | Alessandro Polita    | Celani - Suzuki Italia      | Suzuki GSX 1000R   | 14   | +16.700   | 8º      | 13    |
| 5º   | 41 | Craig Coxhell        | EMS Racing                  | Suzuki GSX 1000R   | 14   | +16.745   | 5º      | 11    |
| 6º   | 54 | Kenan Sofuoğlu       | Yamaha Motor Germany        | Yamaha YZF R1      | 14   | +19.452   | 1º      | 10    |
| 7º   | 16 | Enrique Rocamora     | HP Racing                   | Suzuki GSX 1000R   | 14   | +26.963   | 15º     | 9     |
| 8º   | 86 | Ayrton Badovini      | EVR Corse Biassono Racing   | MV Agusta          | 14   | +26.999   | 14º     | 8     |
| 9º   | 47 | Richard Cooper       | MS Akuna Racing             | Honda CBR 1000RR   | 14   | +29.581   | 16º     | 7     |
| 10º  | 37 | William De Angelis   | Team Trasimeno              | Yamaha YZF R1      | 14   | +32.177   | 17º     | 6     |
| 11º  | 60 | Julián Mazuecos      | PL Motoracing               | Yamaha YZF R1      | 14   | +36.210   | 10º     | 5     |
| 12º  | 70 | Enrico Pasini        | Boselli Racing              | Suzuki GSX 1000R   | 14   | +38.842   | 19º     | 4     |
| 13º  | 40 | Hervé Gantner        | Badan Yamaha                | Yamaha YZF R1      | 14   | +44.544   | 23º     | 3     |
| 14º  | 71 | Petter Solli         | SolliRacing                 | Yamaha YZF R1      | 14   | +46.165   | 12º     | 2     |
| 15º  | 24 | Marko Jerman         | MD Team Jerman              | Suzuki GSX 1000R   | 14   | +48.306   | 24º     | 1     |
| 16º  | 67 | Allard Kerkhoven     | Racing Dirk Van Mol         | Suzuki GSX 1000R   | 14   | +48.589   | 25º     |       |
| 17º  | 11 | Denis Sacchetti      | PSG-1 Corse                 | Kawasaki ZX10      | 14   | +52.551   | 20º     |       |
| 18º  | 51 | Jan Roar Ims         | IMS Racing                  | Yamaha YZF R1      | 14   | +52.591   | 28º     |       |
| 19º  | 34 | José Hurtado         | Alapont Competition         | Yamaha YZF R1      | 14   | +1'03.368 | 21º     |       |
| 20º  | 57 | Ilario Dionisi       | Celani - Suzuki Italia      | Suzuki GSX 1000R   | 14   | +1'03.643 | 11º     |       |
| 21º  | 28 | Sepp Vermonden       | Racing Dirk Van Mol         | Suzuki GSX 1000R   | 14   | +1'26.382 | 22º     |       |
| 22º  | 84 | Mattia Angeloni      | Gimotorsport UnionBikeDucci | MV Agusta          | 14   | +1'27.433 | 30º     |       |
| 23º  | 22 | Leroy Verboven       | Herman Verboven Racing      | Suzuki GSX 1000R   | 14   | +1'27.656 | 31º     |       |
| 24º  | 82 | Yann Gyger           | Team Tyger                  | Suzuki GSX 1000R   | 14   | +1'47.394 | 32º     |       |

#### Ritirati
| Nº | Pilota                 | Squadra                     | Motocicletta     | Giri | Griglia |
| -- | ---------------------- | --------------------------- | ---------------- | ---- | ------- |
| 55 | Massimo Roccoli        | Italia Lorenzini by Leoni   | Yamaha YZF R1    | 10   | 4º      |
| 32 | Alex Martinez          | PMS Corse                   | Yamaha YZF R1    | 9    | 6º      |
| 21 | Giacomo Romanelli      | PMS Corse                   | Yamaha YZF R1    | 2    | 18º     |
| 25 | Olivier Depoorter      | Autophone Racing            | Yamaha YZF R1    | 1    | 27º     |
| 31 | Vittorio Iannuzzo      | Gimotorsport UnionBikeDucci | MV Agusta        | 1    | 13º     |
| 14 | Pierrot Lerat-Vanstaen | Association Plein Gaz       | Suzuki GSX 1000R | 0    | 29º     |
| 89 | John Laverty           | Beowulf Motorsport.com      | Suzuki GSX 1000R | 0    | 9º      |

### Superstock 600

#### Arrivati al traguardo
| Pos. | Nº | Pilota                 | Squadra                     | Motocicletta    | Giri | Tempo     | Griglia | Punti |
| ---- | -- | ---------------------- | --------------------------- | --------------- | ---- | --------- | ------- | ----- |
| 1º   | 21 | Maxime Berger          | MBE                         | Honda CBR 600RR | 12   | 21'50.636 | 6º      | 25    |
| 2º   | 32 | Yoann Tiberio          | Junior Team Megabike        | Honda CBR 600RR | 12   | +7.537    | 2º      | 20    |
| 3º   | 19 | Xavier Siméon          | Alstare Suzuki Corona Extra | Suzuki GSX 600R | 12   | +9.170    | 4º      | 16    |
| 4º   | 88 | Andrea Antonelli       | Lightspeed Kawasaki         | Kawasaki ZX 6RR | 12   | +13.586   | 8º      | 13    |
| 5º   | 69 | Ondřej Ježek           | Team Erinac                 | Kawasaki ZX 6RR | 12   | +16.844   | 5º      | 11    |
| 6º   | 12 | Roy Ten Napel          | Ten Kate Kobutex Honda      | Honda CBR 600RR | 12   | +17.036   | 7º      | 10    |
| 7º   | 55 | Loic Napoleone         | Lightspeed Kawasaki         | Kawasaki ZX 6RR | 12   | +17.965   | 12º     | 9     |
| 8º   | 22 | Danny De Boer          | Remar racing Ten Kate Honda | Honda CBR 600RR | 12   | +17.970   | 17º     | 8     |
| 9º   | 71 | Claudio Corti          | Trasimeno                   | Yamaha YZF R6   | 12   | +18.313   | 3º      | 7     |
| 10º  | 73 | Andrzej Chmielewski    | DFXtreme Majestic           | Yamaha YZF R6   | 12   | +21.727   | 10º     | 6     |
| 11º  | 64 | Daniel Rivas Fernandez | Moto Sport Racing           | Honda CBR 600RR | 12   | +31.260   | 18º     | 5     |
| 12º  | 91 | Alexander Lundh        | Proton Group                | Honda CBR 600RR | 12   | +32.148   | 20º     | 4     |
| 13º  | 27 | Barry Burrell          | MS Akuna Racing             | Honda CBR 600RR | 12   | +32.501   | 25º     | 3     |
| 14º  | 96 | Jonathan Gallina       | Junior Team Italia Megabike | Honda CBR 600RR | 12   | +32.905   | 15º     | 2     |
| 15º  | 24 | Daniele Beretta        | DBG Racing                  | Kawasaki ZX 6RR | 12   | +35.594   | 11º     | 1     |
| 16º  | 37 | Henri Taipale          | Ajo Promotion               | Honda CBR 600RR | 12   | +35.868   | 16º     |       |
| 17º  | 16 | Agustín Pérez Muñoz    | Alapont Competition         | Honda CBR 600RR | 12   | +44.712   | 24º     |       |
| 18º  | 56 | Gregory Junod          | TKR Racing                  | Suzuki GSX 600R | 12   | +44.947   | 22º     |       |
| 19º  | 51 | Alessia Polita         | Celani Team - Suzuki Italia | Suzuki GSX 600R | 12   | +45.272   | 23º     |       |
| 20º  | 11 | Ronald ter Braake      | Ten Kate Kobutex Honda      | Honda CBR 600RR | 12   | +47.998   | 28º     |       |
| 21º  | 47 | Leon Bovee             | Team Bovee                  | Honda CBR 600RR | 12   | +48.389   | 27º     |       |
| 22º  | 26 | Tom van Looy           | Herman Verboven Racing      | Suzuki GSX 600R | 12   | +53.491   | 30º     |       |
| 23º  | 41 | Davide Caldart         | WLB Racing                  | Yamaha YZF R6   | 12   | +54.063   | 26º     |       |
| 24º  | 33 | Marek Szkopek          | Grandys Junior Racing       | Suzuki GSX 600R | 12   | +55.037   | 31º     |       |
| 25º  | 14 | Nicolas Pirot          | Zone Rouge                  | Yamaha YZF R6   | 12   | +1'36.014 | 33º     |       |
| 26º  | 77 | Markéta Janáková       | WLB Racing                  | Yamaha YZF R6   | 11   | +1 giro   | 19º     |       |

#### Ritirati
| Nº | Pilota               | Squadra                | Motocicletta    | Giri | Griglia |
| -- | -------------------- | ---------------------- | --------------- | ---- | ------- |
| 59 | Niccolò Canepa       | Kawasaki Bertocchi     | Kawasaki ZX 6RR | 10   | 1º      |
| 68 | David Forner         | Alapont Competition    | Honda CBR 600RR | 8    | 9º      |
| 99 | Jorge Villar Machado | Alapont Competition    | Honda CBR 600RR | 7    | 14º     |
| 13 | Gabriele Perri       | SBP Racing             | Kawasaki ZX 6RR | 7    | 32º     |
| 31 | Patrick McDougall    | Beowulf Motorsport.com | Suzuki GSX 600R | 6    | 13º     |
| 92 | Chris Northover      | Riot Racing            | Yamaha YZF R6   | 0    | 29º     |
| 39 | Nicky Wimbauer       | Moto 1                 | Suzuki GSX 600R | 0    | 21º     |